# Deerlijk
Deerlijk è un comune belga di 11 372 abitanti, situato nella provincia fiamminga delle Fiandre Occidentali.